# Yusuke Ishijima
Yusuke Ishijima em japonês:石島 雄介;(Mito (Ibaraki), 9 de janeiro de 1984) é um ex-voleibolista indoor com marca de alcance de 345 cm no ataque e 335 cm no bloqueio e atualmente jogador de vôlei de praia japones.

## Carreira
Desde as categorias de base competia no voleibol de quadra (indoor) quando representou na fase escolar o Matsufusa Nichu em 1996, no colegial o Saitama Kenritsu Fukaya e também o time da Tsukuba Daigaku, chegando atuar nas posições de oposto e ponteiro, a partir de 2005-06 foi atleta do Osaka Blazers Sakai conquistando o título da correspondente V.Premier League.
No ano de 2005 foi convocado para a seleção infanto-juvenil para disputar o Campeonato Mundial sediado em Teerã terminando em quinto lugar.Em 2006 foi convocado para seleção japonesa alcançando o quinto lugar nos Jogos Asiáticos de Doha, também foi convocado para disputar a Liga Mundial e o Campeonato Mundial finalizando em décimo terceiro lugar e oitavo, respectivamente.
Em 2006 foi contratado para reforçar o São Paulo F.C/Wizard/Taubaté foi semifinalista do Campeonato Paulista de 2006 e no período 2006-07 foi contratado pelo time brasileiro da Ulbra/Suzano/Uptime para disputar a correspondente Superliga Brasileira A conquistou o bronze.
Em 2007 representou a seleção japonesa no Campeonato Asiático realizado em Jacarta ocasião da conquista da medalha de prata, repetiu a décima terceira colocação na Liga Mundial de 2007, também competiu na Copa do Mundo do Japão no mesmo ano, terminando em nono lugar e premiado como Estrela em Ascensão da edição,com 118 pontos marcados, destes 98 foram de ataques, 12 em bloqueios e oito de saquesdepois alcançou o vice-campeonato da Copa Imperador do Japão.
Na temporada de 2008 voltou a disputar pela seleção a edição da Liga Mundial quando finalizou na sexta posição e também disputou os Jogos Olímpicos de Verão de 2008 em Pequim finalizando na décima primeira posição, depois alcançou o vice-campeonato da V.Premier League de 2008-09.
Em 2009 representou o país na edição do Campeonato Asiático em Manila conquistando a medalha de ouro e conquistou a medalha de bronze na Copa dos Campeões de 2009 no Japão. Foi vice-campeão da V.Premier League 2009-10.
Representou seu país na edição dos Jogos Asiáticos sediados em Guangzhou  em 2010 obtendo a medalha de ouro. Na temporada 2012-13 conquistou o título da V.Premier League com o Sakai Blazers e o titulo da Supercopa Japonesa (V.League Top Match)
A partir de 2017 migrou para o voleibol de praia  jogou com Kensuke Shoji e Yuya Ageba, já com Takumi Takahashi foi semifinalista no Circuito Asiático de Vôlei de Praia de 2018 no Aberto de Songhla , depois conquistaram o título do Aberto de Banguecoque pelo Circuito Mundial de 2018, categoria uma estrela.Atualmente compete com Yu Koshikawa.

## Títulos e resultados
- Torneio 1* do Aberto de Banguecoque do Circuito Mundial de Vôlei de Praia:2018
- Future de  Qidong do Circuito Mundial de Vôlei de Praia de 2023
- Aberto de Songhla do Circuito Mundial de Vôlei de Praia:2018
- V.Premier League:2012-13, 2005-06[3]
- V.Premier League:2008-09, 2009-10
- Copa do Imperador do Japão:2007
- V.League Top Match:2013
- Superliga Brasileira A:2006-07[11]

### Premiações individuais
- Estrela em Ascensão da Copa do Mundo de Voleibol de 2007[2]